# Associazione Calcio Pavia 1985-1986
Questa voce raccoglie le informazioni riguardanti l'Associazione Calcio Pavia nelle competizioni ufficiali della stagione 1985-1986.

## Stagione
Nella stagione 1984-1985 il Pavia disputa il girone A del campionato di Serie C1, raccoglie 27 punti che non bastano per mantenere la categoria, retrocedendo quindi in Serie C2. Si inizia il torneo con il riconfermato allenatore Ernesto Villa, ma dopo una partenza difficoltosa a fine novembre dopo lo (0-0) interno con il Legnano è stato esonerato, al suo posto il nuovo presidente Claudio Achilli che in questi mesi subentra a Edoardo Riboni, chiama il piacentino Giancarlo Cella ex giocatore di Torino, Atalanta ed Inter, la situazione non migliora, al termine del girone di andata il Pavia è ancora penultimo in classifica. Nel girone di ritorno si intravede una ripresa, la giornata di gloria giunge il 16 marzo nel recupero contro la capolista Parma di Arrigo Sacchi che è imbattuta da 17 partite, e viene piegata da un rigore segnato da Pozzi (1-0), a metà aprile tutto congiura contro il Pavia, si decide nel giro di una settimana, il Rimini passa (0-1) al Comunale ed il sabato successivo c'è il tonfo (3-0) sul campetto oratoriale della Virescit Boccaleone che anticipa il malinconico ritorno in Serie C2. Ancora una volta Santino Pozzi è stato il miglior marcatore di stagione pavese con 17 centri, dei quali 3 in Coppa Italia e 14 reti in campionato. Nella Coppa Italia di Serie C il Pavia ottiene le poche soddisfazioni di questa stagione, vince il girone C di qualificazione, disputato prima del campionato, superando il Derthona, la Vogherese e l'Alessandria. Poi nei sedicesimi supera nel doppio confronto il Varese, mentre conclude il percorso negli ottavi contro la Sanremese.

## Rosa
| N. |                   | Ruolo | Calciatore            |
| -- | ----------------- | ----- | --------------------- |
|    | Italia (bandiera) | C     | Paolo Bocchinu        |
|    | Italia (bandiera) | C     | Stefano Civeriati     |
|    | Italia (bandiera) | D     | Enzo Concina          |
|    | Italia (bandiera) | D     | Giuseppe Cotugno      |
|    | Italia (bandiera) | A     | Franco Corti          |
|    | Italia (bandiera) | D     | Francesco Crotti      |
|    | Italia (bandiera) | C     | Marco Dell'Amico      |
|    | Italia (bandiera) | D     | Achille Fabbri        |
|    | Italia (bandiera) | D     | Luca Giorgi           |
|    | Italia (bandiera) | P     | Alessandro Guercilena |
|    | Italia (bandiera) | C     | Giuseppe Marozzi      |

| N. |                   | Ruolo | Calciatore             |
| -- | ----------------- | ----- | ---------------------- |
|    | Italia (bandiera) | C     | Massimiliano Menegatti |
|    | Italia (bandiera) | C     | Franco Monti           |
|    | Italia (bandiera) | P     | Valerio Montagna       |
|    | Italia (bandiera) | A     | Armando Mulinacci      |
|    | Italia (bandiera) | D     | Davide Nardi           |
|    | Italia (bandiera) | P     | Mauro Pelosin          |
|    | Italia (bandiera) | D     | Mauro Picasso          |
|    | Italia (bandiera) | A     | Santino Pozzi          |
|    | Italia (bandiera) | C     | Maurizio Re            |
|    | Italia (bandiera) | C     | Giacomo Samaden        |
|    | Italia (bandiera) | C     | Tiberio Terzi          |

## Risultati

### Campionato

#### Girone di andata
| Arbitro: | Pomentale (Bologna) |

|           |           |  |
| Pozzi 90’ | Marcatori |  |

| Arbitro: | Caprini (Perugia) |

|                            |           |                  |
| Paradiso 39’ Perinelli 75’ | Marcatori | 47’ (rig.) Pozzi |

| Pavia 6 ottobre 1985 3ª giornata | Pavia               | 0 – 0 | Modena | Stadio Comunale\| Arbitro: \| Conforti (Macerata) \| |
| Arbitro:                         | Conforti (Macerata) |       |        |                                                      |

| Arbitro: | Ciaccio (Napoli) |

|                        |           |  |
| Righetti 63’ Rossi 69’ | Marcatori |  |

| Arbitro: | Frattin (Castelfranco Veneto) |

|                                          |           |             |
| Concina 10’ Pozzi 20’ (rig.) Picasso 41’ | Marcatori | 58’ Profumo |

| Arbitro: | Tedeschi (Bologna) |

|                             |           |  |
| Coratella 12’ Paraluppi 56’ | Marcatori |  |

| Arbitro: | Scalcione (Matera) |

|  |           |                        |
|  | Marcatori | 73’ Perugini 76’ Bardi |

| Arbitro: | Arcovito (Messina) |

|           |           |           |
| Ravot 17’ | Marcatori | 43’ Monti |

| Arbitro: | Ceccarini (Livorno) |

|                                          |           |  |
| Quagliozzi 9’ Koetting 72’ D'Adderio 77’ | Marcatori |  |

| Pavia 24 novembre 1985 10ª giornata | Pavia              | 0 – 0 | Legnano | Stadio Comunale\| Arbitro: \| Picchio (Macerata) \| |
| Arbitro:                            | Picchio (Macerata) |       |         |                                                     |

| Arbitro: | Alfonso (Alghero) |

|             |           |  |
| Pircher 56’ | Marcatori |  |

| Arbitro: | Scalise (Bologna) |

|           |           |              |
| Pozzi 35’ | Marcatori | 66’ Filosofi |

| Arbitro: | Di Gennaro (Ercolano) |

|                                               |           |          |
| Labadini 1’, 13’ Fiorio 49’ Crotti 72’ (aut.) | Marcatori | 9’ Pozzi |

| Arbitro: | Frattin (Castelfranco Veneto) |

|  |           |                       |
|  | Marcatori | 90’ (rig.) D'Agostino |

| Arbitro: | Fiorenza (Siena) |

|                                        |           |                  |
| Tomasoni 45’ Foscarini 65’ Madonna 75’ | Marcatori | 84’ (rig.) Pozzi |

| Arbitro: | Ruffinengo (Savona) |

|             |           |  |
| Bergamo 40’ | Marcatori |  |

| Arbitro: | Pomentale (Bologna) |

|                       |           |            |
| Marozzi 50’ Pozzi 69’ | Marcatori | 37’ Valigi |

#### Girone di ritorno
| Arbitro: | Isola (Parma) |

|                   |           |           |
| Zerbio 59’ (rig.) | Marcatori | 80’ Pozzi |

| Pavia 2 febbraio 1986 19ª giornata | Pavia               | 0 – 0 | SPAL | Stadio Comunale\| Arbitro: \| Bailo (Novi Ligure) \| |
| Arbitro:                           | Bailo (Novi Ligure) |       |      |                                                      |

| Arbitro: | Guida (Palermo) |

|                                           |           |                  |
| Piacentini 5’ Rabitti 61’ Frutti 71’, 87’ | Marcatori | 88’ (rig.) Monti |

| Arbitro: | Da Ros (Treviso) |

|                  |           |  |
| Pozzi 64’ (rig.) | Marcatori |  |

| Arbitro: | De Angelis (Civitavecchia) |

|             |           |               |
| Profumo 17’ | Marcatori | 45’ Menegatti |

| Arbitro: | Di Savino (Foggia) |

|                                |           |                      |
| Pozzi 43’ (rig.) Menegatti 88’ | Marcatori | 31’ (rig.) Paraluppi |

| Arbitro: | Gargiulo (Napoli) |

|            |           |                  |
| Cilona 86’ | Marcatori | 47’ (rig.) Pozzi |

| Arbitro: | Di Cola (Avezzano) |

|                       |           |  |
| Pozzi 21’ (rig.), 78’ | Marcatori |  |

| Arbitro: | Ciaccio (Napoli) |

|                |           |  |
| Dell'Amico 83’ | Marcatori |  |

| Arbitro: | Schiavon (Padova) |

|               |           |           |
| Roncaglia 88’ | Marcatori | 27’ Corti |

| Arbitro: | Trentalange (Torino) |

|  |           |                   |
|  | Marcatori | 34’ (rig.) Fabbri |

| Arbitro: | Stafoggia (Pesaro) |

|                              |           |  |
| Brambilla 7’, 50’ Zobbio 64’ | Marcatori |  |

| Arbitro: | Isola (Parma) |

|           |           |  |
| Pozzi 22’ | Marcatori |  |

| Arbitro: | Ceccarini (Livorno) |

|                       |           |  |
| D'Agostino 17’ (rig.) | Marcatori |  |

| Arbitro: | Quartuccio (Torre Annunziata) |

|  |           |                    |
|  | Marcatori | 25’, 38’ Simonetta |

| Arbitro: | Dal Forno (Ivrea) |

|               |           |  |
| Mulinacci 72’ | Marcatori |  |

| Arbitro: | Scalise (Bologna) |

|                            |           |  |
| Lamia Caputo 5’ Valigi 59’ | Marcatori |  |

### Coppa Italia

#### Girone C
| Pavia 21 agosto 1985 1ª giornata | Pavia              | 0 – 0 | Vogherese | Stadio Comunale\| Arbitro: \| Mitrugno (Legnano) \| |
| Arbitro:                         | Mitrugno (Legnano) |       |           |                                                     |

| Arbitro: | Giuriola (Rovigo) |

|           |           |  |
| Pozzi 57’ | Marcatori |  |

| Arbitro: | Sanguineti (Chiavari) |

|                          |           |                         |
| Valeri 39’ Marchetti 77’ | Marcatori | 22’ Pozzi 76’ (rig.) Re |

| Arbitro: | Ruffinengo (Savona) |

|  |           |                  |
|  | Marcatori | 87’ (rig.) Pozzi |

| Arbitro: | Schiavon (Padova) |

|                          |           |                         |
| Saporito 19’ Pertusi 71’ | Marcatori | 48’, 54’, 62’ Menegatti |

| Arbitro: | Lombardi (La Spezia) |

|               |           |  |
| Menegatti 73’ | Marcatori |  |

#### Sedicesimi di finale
| Arbitro: | Frusciante (Como) |

|                    |           |  |
| Menegatti 40’, 62’ | Marcatori |  |

| Arbitro: | Mariotti (Pontedera) |

|                |           |  |
| Verdicchio 17’ | Marcatori |  |

#### Ottavi di finale
| Sanremo 5 febbraio 1986 Andata | Sanremese         | 0 – 0 | Pavia | Stadio di Sanremo\| Arbitro: \| Dal Forno (Ivrea) \| |
| Arbitro:                       | Dal Forno (Ivrea) |       |       |                                                      |

| Arbitro: | Guidi (Bologna) |

|  |           |              |
|  | Marcatori | 32’ Bizzarri |